# Amerikaanse auto in 1948
Dit artikel geeft een overzicht van alle Amerikaanse en Australische personenwagens geproduceerd in 1948. De auto's staan alfabetisch gerangschikt per merk.

## Noord-Amerika
| Cadillac |                  | concern:                  | General Motors Verenigde Staten |
| Cadillac | divisie:         |                           |                                 |
| Cadillac | merk:            | Cadillac Verenigde Staten |                                 |
| Cadillac | model:           | 62                        |                                 |
| Cadillac | einde productie: | 1953                      |                                 |
| Cadillac | productieaantal: | ?                         |                                 |

| Ford |                  | concern:                | onafhankelijk |
| Ford | divisie:         |                         |               |
| Ford | merk:            | Ford Verenigde Staten   |               |
| Ford | model:           | F-Series (1e generatie) |               |
| Ford | einde productie: | 1952                    |               |
| Ford | productieaantal: | ?                       |               |

| Hudson |                  | concern:                | onafhankelijk |
| Hudson | divisie:         |                         |               |
| Hudson | merk:            | Hudson Verenigde Staten |               |
| Hudson | model:           | Commodore               |               |
| Hudson | einde productie: | 1950                    |               |
| Hudson | productieaantal: | ?                       |               |

| Jeep |                  | concern:              | Willys-Overland Verenigde Staten |
| Jeep | divisie:         |                       |                                  |
| Jeep | merk:            | Jeep Verenigde Staten |                                  |
| Jeep | model:           | Jeepster              |                                  |
| Jeep | einde productie: | 1950                  |                                  |
| Jeep | productieaantal: | 19132                 |                                  |

## Australië
| Holden |                  | concern:                                                                                          | General Motors Verenigde Staten |
| Holden | divisie:         |                                                                                                   |                                 |
| Holden | merk:            | Holden Australië                                                                                  |                                 |
| Holden | model:           | Standard Sedan (1e generatie; 48-215 / FJ-serie; de 48-215 werd later tot de FX-serie gerekend)   |                                 |
| Holden | einde productie: | 1956                                                                                              |                                 |
| Holden | productieaantal: | 290.371 (inclusief de Utility uit 1951 en de Special Sedan, Business Sedan en Panel Van uit 1953) |                                 |